# Miguel de la Madrid Hurtado

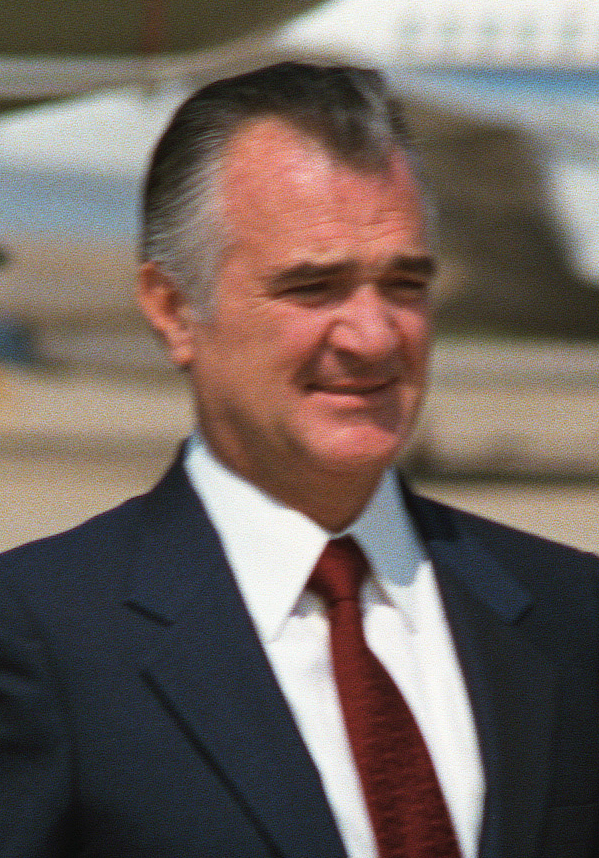
Miguel de la Madrid Hurtado (1986)

Miguel de la Madrid Hurtado (* 12. Dezember 1934 in Colima, Colima; † 1. April 2012 in Mexiko-Stadt) war ein mexikanischer Politiker der Partido Revolucionario Institucional (PRI). Er war von 1. Dezember 1982 bis zum 30. November 1988 Präsident von Mexiko.

## Leben
Miguel de la Madrid Hurtado studierte an der UNAM Jura und später Administration in Harvard. Er arbeitet zunächst für die Banco de México und unterrichtet an der UNAM. Zwischen 1970 und 1972 war er Angestellter des staatlichen Ölunternehmens PEMEX. Danach übernimmt er mehrere Aufgaben in der Regierung unter Luis Echeverría Álvarez. 1976 wird er Wirtschaftsminister unter José López Portillo y Pacheco. Er gewann schließlich die Präsidentschaftswahlen am 4. Juli 1982 und war vom 1. Dezember 1982 bis zum 30. November 1988 Präsident von Mexiko.

## Präsidentschaft
Die Anfänge der Amtszeit waren von starken wirtschaftlichen Problemen mit Inflationsraten bis zeitweise über 100 % geprägt, nachdem sein Vorgänger José López Portillo kurz vor Ende seiner Amtszeit das mexikanische Bankwesen verstaatlicht hatte. Miguel de la Madrid führte ab 1982 infolge der Krise eine Verschiebung der Binnenmarktorientierung hin zur Exportorientierung durch. In dieser Zeit gewannen Oppositionsparteien auf substaatlicher Ebene mehr und mehr an Einfluss. Zwischen 1983 und 1985 wuchs die Arbeitslosenquote um rund 25 %. Miguel de la Madrid Hurtado vollzog darauf die neoliberale Wende in Mexiko, deren Deregulierungsmaßnahmen in der Bevölkerung sehr unbeliebt waren. 1986 unterzeichnete Mexiko das Allgemeine Zoll- und Handelsabkommen (GATT).
Nach einem Bericht eines US-amerikanischen Geheimdienstes zahlte de la Madrid im Jahr 1983 mindestens 162 Millionen Dollar auf ein Schweizer Bankkonto ein.
Am 19. September 1985 verwüstete ein Erdbeben mit der Stärke 8,1 auf der Richterskala und ein Nachbeben am Folgetag gesamt Mexiko-Stadt. Bei dieser Katastrophe kamen zwischen 5.000 und 20.000 Menschen ums Leben und viele Gebäude, darunter Schulen und Krankenhäuser, stürzten zusammen, viele Häuser wurden unbewohnbar. Die Reaktion der Regierung war angesichts der Ausmaße in den Augen der Bevölkerung schwerfällig und unangemessen: Sie lehnte ausländische Katastrophenhilfe ab und erlaubte in den ersten Stunden keinen Kontakt zwischen Militär und Zivilbevölkerung, was die Bergungsarbeiten massiv verlangsamte.
Seine Amtszeit galt wegen der vielen anstehenden Probleme als eine der schwierigsten Legislaturperioden überhaupt. Die Zustimmung sank für die Regierung von Miguel de la Madrid Hurtado rapide ab. Bei den Wahlen 1988 trat die vereinte Linke unter Cuauhtémoc Cárdenas, sowie die rechtsoppositionistische Partei PAN unter Manuel Clouthier gegen den PRI zur Wahl an. Carlos Salinas de Gortari vom PRI gewann zwar die Wahl, in einem berühmt gewordenen Zitat gestand Miguel de la Madrid Hurtado jedoch später resigniert ein, dass der PRI trotz des eigentlichen Wahlgewinnes 1988 de facto eine Niederlage erlitten habe: „El PRI perdió las elecciones de 1988“ (Der PRI hat die Wahlen von 1988 verloren.)